# Ба, Ноэль
Ноэль Ба (фр. Noël Bas; 25 декабря 1877, Стренкель — 3 июля 1960, Брив-ла-Гайард) — французский гимнаст, серебряный призёр летних Олимпийских игр 1900 года.

## Биография
Родился 24 декабря 1877 года. По основной работе был оперным певцом.
Участвовал в единственной гимнастической дисциплине — индивидуальном первенстве. Набрав 295 очков, он занял второе место и стал серебряным призёром. Чемпионом стал Гюстав Сандра, набравший 302 очка.